# Елейник

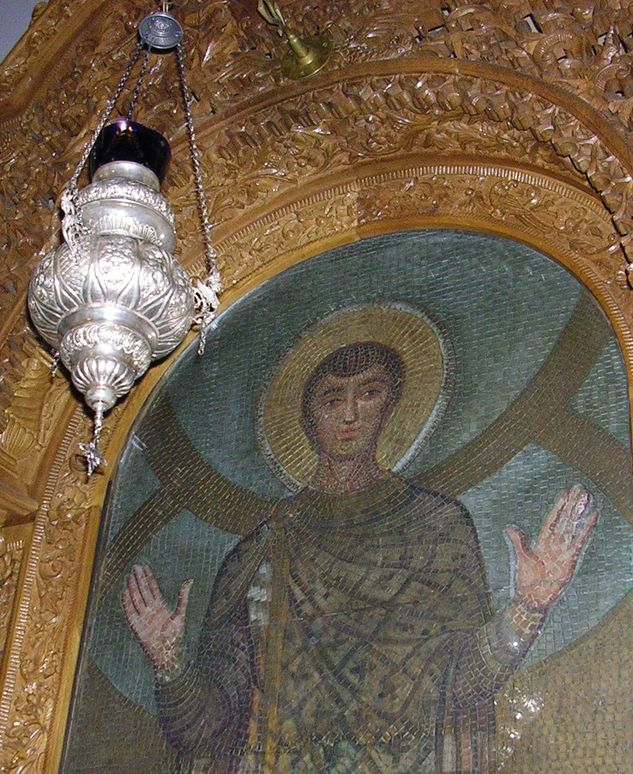
Елейник в базилике Святого Димитрия

Елейник — лампадка к иконе или киоту, размещённая перед образами. Также елейник — классическая древнерусская форма сосуда, использовавшегося для хранения масла (елея). Выполняться могли и в виде зооморфных сосудов. Тулово елейника в виде закрытого шара выкручивалось на гончарном круге из цельного куска глины, без склеек.

## В литературе
Фёдор Сологуб в рассказе «Земле земное» упоминает елейник:

Лепестинья ходила, тихонько шлепая туфлями. Беспрестанно возникали и уничтожались какие-то легкие, непонятные шумы. Перед образом слабо мерцал елейник. Тени беззвучно, еле заметные, двигались по стенам.